# Верхній Студений

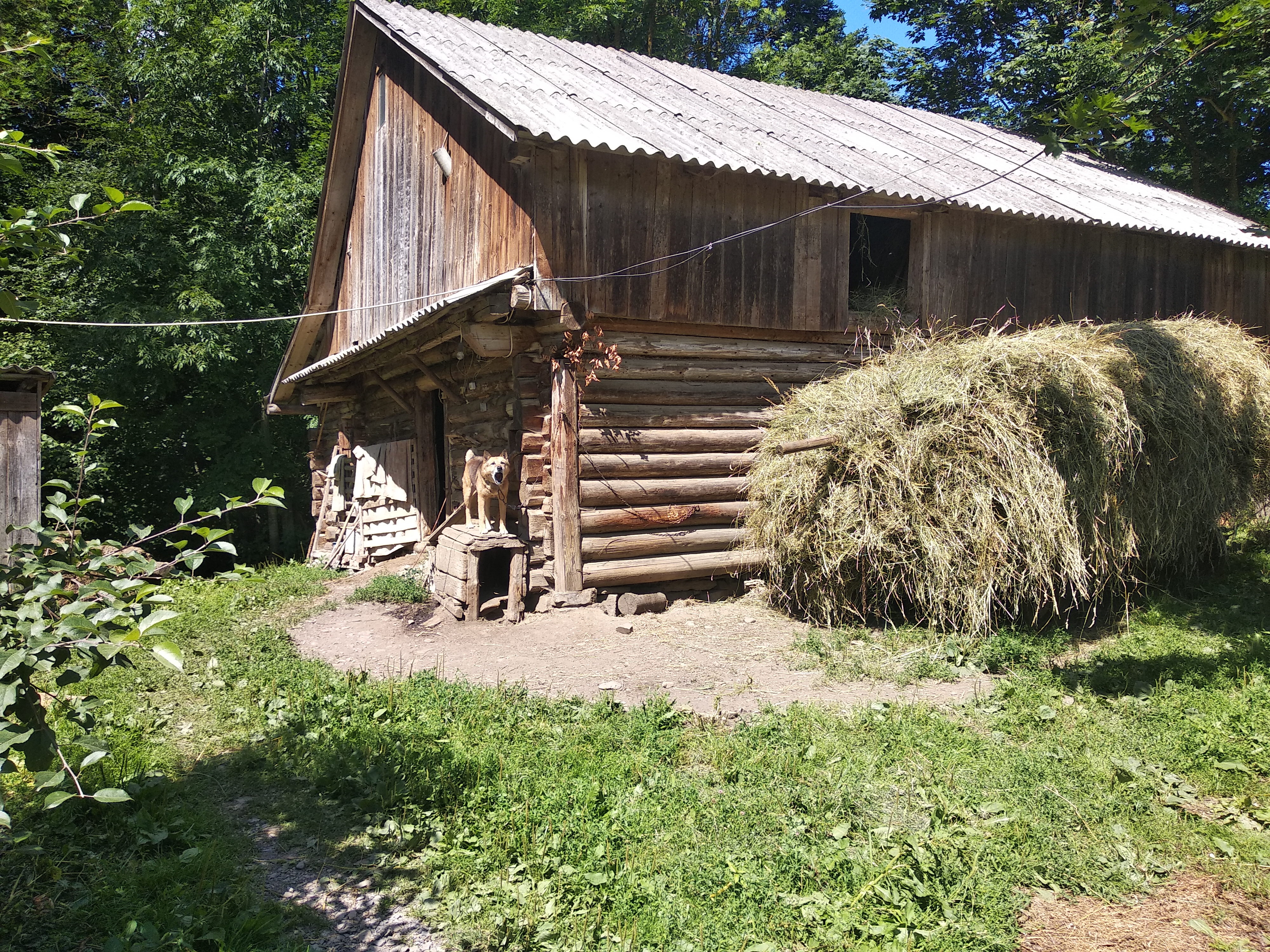
Сіно, закріплене зверху паузом, привезене возом до стодоли. Село Верхній Студений. Червень 2019.

Ве́рхній Студе́ний — село в Україні, у Закарпатській області, Хустському районі. Входить до складу Пилипецької сільської громади. За місцевими переказами село засновано селянами-втікачами з Галичини. Розкинувшись в зоні Боржавських гірських долин, Верхній Студений є частиною курортної зони Закарпаття, яка включає містечка Подобовець і Пилипець, розташовані в межах 17 км туристичної місцевості Карпат.

## Назва
Існує декілька легенд про походження назви села. Одна із них розповідає, що першим поселенцем був Студен, і від його прізвища пішла назва села.
За другою легендою назву Студеному дали повстанці, напившись холодної (студеної) води із тутешнього колодезя (нинішна назва — Довбушев колодязь).
Третя легенда розповідає, що при нападу татар на наші края їх застава знаходилась в селі Пилипець. Татари взяли в полон дуже гарну полонянку, яка стала наложницею воєначальника, але прекрасну полонянку полюбив інший чоловік, з яким вони втекли і на краю села Студений, до урочища Припір (зупинитися, поселитися) звідки і почалося заселення Студеного.
Для боротьби проти татар, за розповідями старожилів, використовувались спеціально укріплені місця закрома, або замки. Свідченням цьому є назва одної з вершин села Замок, яка знаходиться в західній частині села.

## Присілки
Борис Поляна
1599: Boriz Polena (Bélay 130), 1623: Boricz Poliana (uo.), 1646: Boricz-Polyánka, Boricz-Polyana (ComMarmUg. 25).

## Історія
Перша згадка про Верхній Студений датується XVI ст. Перша письмова згадка про Верхній Студений датується 1612 рік Hideghpathak або Ztudina, а у 1653 як Hydeghpathak, засновниками села були родини Липчеїв та Довгаїв. За переказами першопоселенцями були люди, які переселилися з низовинних регіонів Закарпаття.
Згадки: 1612: Hidegpathak alias Ztudina (Bélay 145), 1653: Hydeghpathaka (uo.), 1725: Hidegpatak, r. Sztudina (Revizki), 1773: Hideg Patak, Sztudena (LexLoc. 135), 1808: Hidegpatak, Studená (Lipszky: Rep. 140), 1828: Patak (Hideg), Studenoje (Nagy 198), 1838: Hidegpatak (Schem. 60), 1851: Hidegpatak (Fényes 2: 108), 1877: Hidegpatak (Alsó- és Felső-), Sztudevoje (Hnt.), 1913: Felsőhidegpatak (Hnt.), 1925: Vyžni Studenoje, Vyšné Studenoje, 1930: Studený Vyšni (ComMarmUg. 147), 1944: Felsőhidegpatak, Вышнее Студеное (Hnt.), 1983: Верхній Студений, Верхнuй Студений (ZO).
В архівах Мукачівської греко-католицької єпархії збереглася інформація, що князь Трансільванії Георгій Раковці II у січні 1657 року з 40-тисячним військом перебував у Студеному, звідки через Новоселицю і Присліп по великому снігу перейшов до Галичини, щоб здобути собі польську царську корону. Поки князь Раковці воював в Польщі за польську корону.
Від XVIII століття зберігся ще один документ — «Урбарійна записка про Студений», складена у 1772 році, мабуть, у присутності якогось емісара австрійської імператриці Марії-Терезії про кріпосні повинності жителів цього високогірного поселення. Від селян Івана Вараканича, Андрія Фалинця, Луки Щадея, Івана Печори-Щадея, Андрія Деркача, Гриня Томинця, які під урбаріальною запискою замість підписів поставили хрестики, записано щирі слова про благодатню місцину під Бескидами: «Для марги маєме пашу у свойом гатару, тулько то, што не скоро росте та рано припадає снігом. Воду маєме добру та доста і близько. Древа смерекового на селитву та на огень маєме доста та і близько, вишняне мают і букове древо. Для свого сушиґу хміль помало маєме у кертох коло хижі. Корчму сільську не маєме, але котрий має муць, може варити пиво та і продавати. Млини маєме в селі, але коли сушає, хоч і в зимі, хоч і в літі, стоят наші млини і мусиме інде носити у млини». Усе це — «хосен». Але є у цієї місцини й негативи, які в «Урбарійній записці» названо «шкодами»: «Гатару маєме таку, у котрій лиш овес ся родит, помалу ячмінь, кде погноїме, та і ярі пшениці сієме, але пшениця така ся родит, котру катуни не хочут брати од нас. Вароша близько не є, та і котрі сут, далеко сут, а дорога на усі боки лиха. І чех не маєме кде заробити ни із волми, ни із сокиров». Та є ще гірші «шкоди» — пани-землевласники, на користь яких кметі (селяни-кріпаки) змушені були робити панщину (узимку — «з сокирою», улітку — «з косою та серпом»), платити данину грошима («чехами», «маріашами», «злотими») і натурою: відміряне ліктями полотно, пошиті з клочаного полотна міхи, змайстрована «судина» (коновка, гелетка, бочечка, решето), наколоті «шингли» (драниці), знадений на ораниці «драгоміт» (кристал польового шпату), іця (горнятко) кмину, козуб смоли, фонт (півкілограма) лою, орябка (курка), ваґов (бик).
Про поселення під водороздільним Карпатським хребтом писав Емільян Мустіянович у «Місяцеслові на 1926 рік» (с. 70-71): «Студеноє — одне з найбільших сіл нашої Богоспасительної єпархії Мукачівської, простягується на 14 кілометрів, має три церкви, трьох кураторів і трьох церківників».
Село відрізнялося від інших тим, що тут жили великими дворищами, по декілька сімей, часто навіть і не споріднених.
Навколишні землі, а точніше ліси, належали угорським і австрійським магнатам — Урмезе, Довгай, Ліпча, Телеки.
Під час революції 1848—1849 років в Австро-Угорщині незадоволене місцеве населення грабувало поміщицькі і церковні економії, за що обидва (Верхній і Нижній) села були піддані жорстоким каральним акціям імператорських військ. Допомагали їм в цьому і війська Російської імперії, які Микола I прислав для придушення угорської революції на прохання імператора.
Потім були декілька хвиль еміграції, правління уряду Чехословаччини, Друга світова і угорська окупація, Радянський Союз.

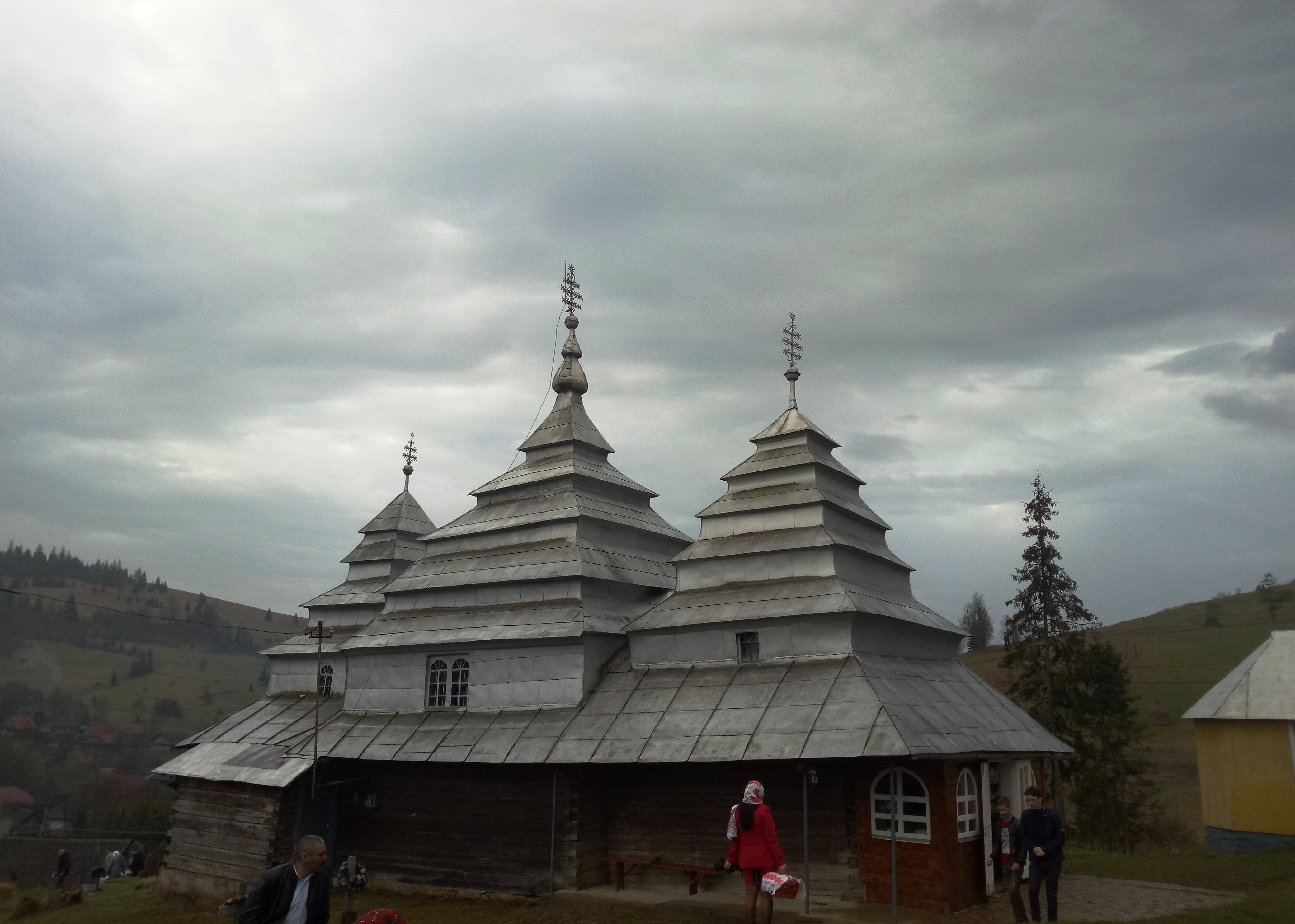
Церква Святого Миколи

## Храми
У Верхньому Студенному знаходиться пам'ятник сакральної дерев'яної архітектури — церква Св. Миколи і дзвіниця, XVII ст.
до сьогодні у Вознесенській (Благовіщенській) дерев'яній православній церкві шатрового тризрубного типу у Середньому Студеному, яка є архітектурним пам'ятником XVIII (? — ХІХ ст.) століття, зберігається подарована одним із прихожан бронзова тарілка, на якій прочитується дата: 1544. На дзвінниці з тих часів збереглися надзвичайно мелодійні й голосні дзвони, звучання яких від рук дзвонаря-віртуоза нагадує орган, а луна йде майже на весь Студений. Церкву внесено у список пам'ятників дерев'яної архітектури. Пам'ятником дерев'яної архітектури є також церква св. Миколая у Верхньому Студеному. Михайло Сирохман писав про церкву св. Миколи Чудотворця: «Ця церква — єдина класична бойківська церква, збережена на закарпатській Бойківщині (Воловецький та більша частина Міжгірського району). Датують її за написом на зрубі (1804). До переробок церква була невимовно гарна і мала стародавню чистоту бойківського стилю. Всі смерекові зруби — прямокутні, пі¬рамідальні верхи з заломами — також прямокутні в плані, а не восьмигранні, як у піз¬ніших церквах галицької Бойківщини, верхи над бабинцем і навою мають по п'ять членувань, над вівтарем — чотири. До архаїчних елементів належить і ґанок на стовпчиках, що обходить бабинець з трьох сторін (тепер, на жаль, засклений), і здвоєні вікна, і шатрові закінчення верхів (тільки центральний верх завершується главкою). На жаль, церкву ще на початку 1920-х років, було оббито бляхою (організував це Василь Фурдяник, який привіз з Америки гроші і привів бляхарів з Мукачева), а недавно до вівтаря прибудовано бічне приміщення. Дерев'яну дзвіницю, що стоїть коло церкви, також вкрито бляхою».
Докладніше: Церква святого Миколая (Верхній Студений)
Сніг у Верхньому Студеному лежить майже із самого грудня до середни березня, а тому й гірськолижні бази діють у ці терміни. У Студеному 4 траси. Перепад висот трас 160—200 м. . Всього 3 бугельних підйомники довжиною близько 1 км.

храм св. Миколи Чудотворця. 1999. 
У 1997 р. в селі освятили фундамент нової дерев’яної греко-католицької церкви. За основу взяли план дерев’яної хрещатої церкви з села Вишкова на Івано-Франківщині. Перший брус поклали 9 квітня 1998 р., а до кінця жовтня того ж року церква була збудована. Будівництво вели Василь Савчур, Михайло Фединишинець, Михайло Ціфрак, Михайло Дмитрович Бас, Михайло Іванович Кіс, столярну роботу виконав Микола Катран, іконостас виготовили в Стрию. Очолював роботи Іван Кополовець.

## Населення
Згідно з переписом УРСР 1989 року чисельність наявного населення села становила 844 особи, з яких 420 чоловіків та 424 жінки.
За переписом населення України 2001 року в селі мешкало 758 осіб. 100 % населення вказало своєю рідною мовою українську мову.

## Відомі люди
- Лозан Полікарп, ЧСВВ  — український греко-католицький священик, чернець-василіянин, ігумен Боронявського монастиря у березні-червні 1939 рр., в'язень радянських таборів.[4]
- Янчик Олекса Іванович — український письменник, поет.

## Туристичні місця
- Довбушев колодязь
- храм Св.Миколая
- Сніг у Верхньому Студеному лежить майже із самого грудня до середни березня, а тому й гірськолижні бази діють у ці терміни. У Студеному 4 траси. Перепад висот трас 160—200 м. . Всього 3 бугельних підйомники довжиною близько 1 км.
- гора Замок